# Erwin Uehlinger
Erwin Uehlinger (* 8. August 1899 in Schaffhausen; † 18. April 1980 in Zollikon; heimatberechtigt in Neunkirch und Schaffhausen) war ein Schweizer Pathologe.

## Leben und Werk
Erwin Uehlinger, Sohn des Direktors der Maschinenfabrik Rauschenbach und Stadtrats Arthur Uehlinger und der Johanna Ida geborene Freuler, nahm nach abgelegter Matura ein Studium der Medizin an der Universität Zürich auf, das er 1925 mit dem Erwerb des akademischen Grades eines Dr. med. abschloss.
Er widmete sich in der Folge der Pathologie, zunächst unter Ernst Hedinger, später unter Hans von Meyenburg am Pathologischen Institut der Universität Zürich. Dort wurde Uehlinger 1929 zum Oberarzt, d. h. Prosektor, 1933 zum Privatdozenten bestellt, 1939 erfolgte seine Ernennung zum Titularprofessor.
1940 wurde Uehlinger die Leitung des pathologischen Instituts am Kantonsspital St. Gallen übertragen, 1953 kehrte er nach Zürich zurück, wo er in der Nachfolge von Hans von Meyenburg den Lehrstuhl für Pathologie übernahm, den er bis zu seiner Emeritierung 1970 hielt. Uehlinger erwarb sich Verdienste um die Erforschung der Pathologie von Skelett, Lungen und Tuberkulose. Er erhielt Ehrendoktorate der Ruprecht-Karls-Universität Heidelberg und der Ludwig-Maximilians-Universität München, 1969 wurde er Mitglied der Deutschen Akademie der Naturforscher Leopoldina.
Er gab ab 1956 das Handbuch der speziellen und patholologischen Anatomie und Histologie bei Springer heraus. Das Handbuch war von Friedrich Henke und Otto Lubarsch begründet worden und ab 1931 von Robert Rössle als Herausgeber fortgeführt worden. Unter Uehlinger erschienen weitere 13 Teilbände. Uehlinger war ab 1956 Mitherausgeber von Virchows Archiv und der Speziellen Pathologischen Anatomie mit Wilhelm Doerr und später Gerhard Seifert. Sein Forschungsschwerpunkt waren Knochenpathologie und Röntgendiagnostik pathologischer Befunde. Zudem befasste er sich auch im Rahmen der Paläopathologie mit Knochenerkrankungen.
Erwin Uehlinger – er heiratete 1931 die Ärztin Ruth Frauchiger – starb 1980 80-jährig in Zollikon. Er war ein Bruder des Forstwirts und Naturschützers Arthur Uehlinger (1896–1983) sowie mütterlicherseits ein Urenkel von Bernhard Freuler und ein Enkel von Hermann Freuler.

## Schriften
- Über Knochen-Lymphogranulomatose. Habilitationsschrift. Springer, Berlin 1933.
- Myositis ossificans progressiva. Thieme, 1936.
- mit Werner Jadassohn, Hans Eduard Fierz: Ueber die Wirkung von weiblichen Sexualhormonen auf das Epithel der Meerschweinchenzitze. In: Schweizerische Medizinische Wochenschrift, 1941, Jahrgang 71, Nr. 1. Schwabe, Basel.
- mit Otto Gsell: Das Krankheitsbild der spinalen Varikose. In: Helvetica Medica Acta, 1944, Band 11, Heft 1/2. Schwabe, Basel.